# Anders Gjedde Nyholm
Anders Gjedde Nyholm, född den 2 juli 1861, död den 11 januari 1939, var en dansk general.
Nyholm blev premiärlöjtnant i ingenjörskåren 1883 och tjänstgjorde därefter dels i sitt vapenslag, dels en tid som kapten i generalstaben. Han blev överste 1914, generalmajor och kommendant i Köpenhamn 1918 samt generallöjtnant och chef för generalkommandot 1926. Under första världskriget var Nyholm chef för en delegation av danska officerare, som företog en studieresa till den tyska fronten.